# The House of the Devil
Pour plus de détails, voir Fiche technique et Distribution.
The House of the Devil est un film d'horreur américain écrit et réalisé par Ti West sorti en 2009, avec Jocelin Donahue, Tom Noonan et Mary Woronov. Le film combine les éléments des slashers des années 1980, des films de maison hantée et aussi un peu de satanisme. Pour recréer l'ambiance des films des années 1970 ou 80, Ti West a utilisé les mêmes techniques et technologies qu'à l'époque.
Le film s'ouvre sur la phrase « Basé sur une histoire vraie », technique qui était utilisée dans les films d'horreur des années 1970 et 80 comme Amityville ou Massacre à la tronçonneuse. The House of the Devil n'est pas basé sur une histoire vraie.

## Synopsis
Samantha est une universitaire qui décide de signer pour louer une maison. Pour trouver l'argent nécessaire, elle doit trouver d'urgence un petit boulot. La journée même, elle tombe par hasard sur une offre pour du babysitting. Samantha doit donc se rendre dans une maison reculée, chez les Ulman, le soir de l'éclipse lunaire. Samantha découvre alors une maison étrangement calme et se retrouve embarrassée quand le propriétaire des lieux lui avoue que les tâches qu'elle doit accomplir sortent un peu de la norme du gardiennage. Les Ulman convainquent néanmoins Samantha de rester en lui offrant un montant qu’elle ne pourra refuser.

## Fiche technique
- Titre original : The House of the Devil
- Réalisation : Ti West
- Scénario : Ti West
- Musique : Jeff Grace
- Production : Josh Braun, Derek Curl, Roger Kass et Peter Phok
- Sociétés de production : Dark Sky Films et Glass Eye Pix
- Langue : anglais
- Classification : interdit aux moins de 16 ans lors de sa sortie en France

## Distribution
- Jocelin Donahue : Samantha Hughes
- Tom Noonan (VF : Éric Bonicatto) : M.. Ulman
- Mary Woronov : Mrs. Ulman
- Greta Gerwig (VF : Adeline Flaun) : Megan
- A. J. Bowen : Victor Ulman
- Dee Wallace : Landlady

## Bande originale
1. Opening (1.10)
2. Family Photos (2.24)
3. The View Upstairs (1.45)
4. Original Inhabitants (3.05)
5. Meeting M.. Ulman (1.12)
6. Keep the Change (1.12)
7. Footsteps (1.27)
8. Mother (3.07)
9. Chalice (0.51)
10. On the Run (3.45)
11. Lights Out (3.04)
12. He's Calling You (1.50)
13. The House of the Devil (5.49)
14. Mrs. Ulman (2.04)

## Box-office
Les recettes du film se montent à 101 215 $.

## Autour du film
- Le film est censé se passer dans les années 1980 mais plusieurs anachronismes sont visibles : les lumières à l'extérieur de la maison proviennent de lampes modernes, Samantha utilise 25 cents pour appeler Monsieur Ulman d'une cabine téléphonique alors qu'à l'époque, le prix était de 10 cents ; et les plaques d'immatriculation datent des années 2000. Cependant, à part les vêtements des personnages, rien ne nous indique vraiment l'année des événements.
- Dans le générique de fin, le comédien Bill Moseley fait partie des personnes qui ont été remerciées.
- Plusieurs affiches promotionnelles sont sorties. Ces posters imitent le style d'affiches des films des années 1970/80 jusqu'aux fausses pliures.
- Le film est sorti en France en DVD le 8 septembre 2010 édité par TF1 Vidéo avec une interdiction aux moins de 12 ans[2].